# 立方半八面體
在幾何學中，立方半八面體是一種非凸多面體，屬於星形多面體及均勻多面體，也可以歸類在非凸均勻多面體，其索引在均勻多面中是U15、溫尼爾多面體模型中是W78。立方半八面體外觀看起來像所有三角形面都凹進去的截半立方體。:78立方半八面體由6個正方形和4個正六邊形組成，是一種十面體，且每個頂點對應的角皆相等，因此也可以被歸類為擬正多面體，然而由於這個立體同時具備半多面體的特性，因此被部分學者分成一類新的立體，即擬正半多面體（Versi-Regular Polyhedra），這類立體共有九個，最早在1881年由亞伯特·巴杜羅（Albert Badoureau）發現並描述。

## 性質
立方半八面體共有10個面、24條邊和12個頂點。在其10個面中有6個正方形面和4個六邊形面。這6個正方形面的排列方式與截半立方體的六個正方形面相同:108
。立方半八面體每個頂點都是2個正方形和2個六邊形的公共頂點。其中，有一個四邊形反向相接，使得其頂點圖為交叉四邊形，在頂點布局中，可以用4.6.4/3.6來描述。

### 面的組成
立方半八面體由10個面組成，在其十個面中，有6個正方形面和4個六邊形面，其中的4個六邊形面互相相交，且皆穿過該立體的幾何中心。:57

### 二面角
八面半八面體二面角為三平方根的倒數之反餘弦值：
{\displaystyle \cos ^{-1}({\frac {\sqrt {3}}{3}})\approx 0.9553166\approx 54.7356^{\circ }}

### 頂點座標
由於立方半八面體凸包為截半立方體，因此其12頂點會與截半立方體相同，為(0, ±1, ±1)、 (±1, 0, ±1), (±1, ±1, 0)，若邊長為a，則座標要縮放{\displaystyle {\frac {\sqrt {2}}{2}}a}倍。

### 定向性
立方半八面體的表面是一個不可定向的曲面，即無法定義表面上特定點屬於內部或外部，因為任何點都可以在不打洞的情況下經由表面找到一個路徑連接該點對應的背面的位置，這個特性與克萊因瓶類似。

## 相關多面體
立方半八面體與截半立方體和八面半八面體有著相同的頂點布局與稜布局。
| 截半立方體 | 立方半八面體 | 八面半八面體 |

### 截半四階六邊形鑲嵌
立方半八面體在拓樸上的展開圖可以排佈在頂點圖為4.6.4.6的截半四階六邊形鑲嵌上。可對應到截半的四階六邊形鑲嵌之半正則地區圖上。

### 立方半無窮星形八面體
立方半無窮星形八面體是立方半八面體的對偶多面體，也是九個對偶半多面體之一。其外觀難以與八面半無窮星形八面體區別。
| 多面體     | 立方半八面體         | 八面半八面體         |
| 對偶多面體 | 立方半無窮星形八面體 | 八面半無窮星形八面體 |

從定義上來看，對偶多面體的面會與原始立體的頂點圖相同，同時頂點周圍之面的排列方式會和原始立體的面之邊相同，也就是說對偶多面體的頂點圖為原始立體的面。由於立方半無窮星形八面體是立方半八面體的對偶多面體，而立方半八面體的12個頂點皆為4個面的公共頂點，因此立方半無窮星形八面體的面理應具有12個面，每個面由4個邊組成。然而立方半八面體有部分面幾何中心落在整個立體的幾何中心上，因此其對偶多面體的頂點會落在無窮遠處，即無窮实射影平面上的點。一般來說，這樣的立體無法被具象化。為了具像化這種立體，溫尼爾在著作《對偶模型》中將其描述為由無限高的柱體組合構成的立體，在這樣的視覺化方式下，立方半八面體外觀為由4個無限高的六角柱構成的立體。然而這樣的具象化結果會使得其外觀與八面半無窮星形八面體的具象化結果相同。

### 半刻面立方體
半刻面立方體又稱為立方半菱形十二面體，是立方體的一種刻面結果，由6個長方形和6個交叉四邊形組成，並具有12個面、24條邊和8個頂點，每個頂點都是3個長方形和3個交叉四邊形的公共頂點。其長方形面穿過立方體的幾何中心，因此其對偶多面體是一個位於实無窮射影平面的幾何結構。
|  |

五個半刻面立方體依照五複合立方體的組成方式形成的複合多面體稱為五複合半刻面立方體，或五複合立方半菱形十二面體，其對偶多面體為五複合立方半無窮星形菱形十二面體，為一種位於实無窮射影平面的星形二十面體。

## 外部連結
- 埃里克·韦斯坦因. . MathWorld.